# Zimmer Nummer sieben
Zimmer Nummer sieben ist ein Kriminalfilm von 1917 der Filmreihe Phantomas.

## Handlung
Phantomas hilft einer Frau, die zu Unrecht des Mordes verdächtigt wird.

## Hintergrund
Die Produktionsfirma war die Greenbaum-Film GmbH Berlin (Nr. 1050). Der Film hatte eine Länge von vier Akten auf 1428 Metern, dies entspricht ca. 78 Minuten. Die Polizei Berlin belegte ihn mit einem Jugendverbot (Nr. 40513). Die Polizei München verbot die Ankündigung als Detektivfilm (Nr. 24549, 24550, 24551, 24552). Die Uraufführung fand in den Kant-Lichtspielen Berlin im April 1917 statt.